# Ganggrab Damhuset
Das Ganggrab Damhuset (dänisch Damhuset Jættestue) war eine megalithische Grabanlage der jungsteinzeitlichen Nordgruppe der Trichterbecherkultur im Kirchspiel Blistrup in der dänischen Kommune Gribskov. Es wurde im späten 19. oder frühen 20. Jahrhundert zerstört.

## Lage
Das Grab lag südlich von Smidstrup und westlich des Smidstrupvej auf einem Feld. In der näheren Umgebung gibt bzw. gab es zahlreiche weitere megalithische Grabanlagen. Erhalten sind noch der Ølshøj und der Digeshøi.

## Forschungsgeschichte
Das Grab wurde 1886 von Mitarbeitern des Dänischen Nationalmuseums dokumentiert. Bei einer erneuten Aufnahme der Fundstelle im Jahr 1937 wurde festgestellt, dass die Anlage in der Zwischenzeit zerstört worden war.

## Beschreibung
Die Anlage besaß eine Hügelschüttung, deren Form und Maße nicht überliefert sind. Darin befand sich eine nordost-südwestlich orientierte Grabkammer, die als Ganggrab anzusprechen ist. Das nordöstliche Ende war bei der Aufnahme von 1886 bereits zerstört. Die erhaltene Länge der Kammer betrug 3,5 m, die Breite 2,1 m im Südwesten bzw. 2 m in der Mitte. Die Kammer war 1,5 m hoch. Es waren noch acht Wandsteine vorhanden: zwei an der südwestlichen Schmalseite und jeweils drei an den Langseiten. Die Decksteine fehlten bereits. An der Mitte der südöstlichen Langseite befand sich der nordwest-südöstlich orientierte Zugang zur Kammer. Er hatte eine Länge von 3,1 m und eine Breite von 0,6 m. An den Seiten des Gangs waren jeweils zwei Steine erhalten.